# (30704) Phégée
(30704) Phégée, désignation internationale (30704) Phegeus, est un astéroïde troyen jovien.

## Description
(30704) Phégée est un astéroïde troyen jovien, camp troyen, c'est-à-dire situé au point de Lagrange L5 du système Soleil-Jupiter. Il présente une orbite caractérisée par un demi-grand axe de 5,222 UA, une excentricité de 0,038 et une inclinaison de 14,9° par rapport à l'écliptique.
Il est nommé en référence au personnage de la mythologie grecque Phégée, acteur du conflit légendaire de la guerre de Troie.

## Compléments